# Sint-Suzannakerk
De Sint-Suzannakerk (Frans: Église Sainte-Suzanne) is een rooms-katholiek kerkgebouw te Schaarbeek, gelegen aan Blauweregenlaan 30.
De kerk werd gebouwd in 1925-1928 op grond geschonken door Louise Thiéry, een zus van kanunnik Armand Thiéry en weduwe van generaal Albert Maes (1859-1915). Ze had naast haar echtgenoot ook haar dochter Suzanne verloren en liet de kerk naar haar wijden aan de heilige Suzanna.
Het was de eerste kerk in het Brussels Hoofdstedelijk Gewest waarbij beton het belangrijkste bouwmateriaal was. Architect van het gebouw in art-decostijl was Jean Combaz. In de tijd van de bouw was art deco nog niet gebruikelijk voor het ontwerp van kerken, en het gebouw werd spottend: de bioscoop van het kerkhof van Schaarbeek genoemd, aangezien art deco reeds veelvuldig voorkwam bij cinema's en dergelijke. Combaz inspireerde zich op de baanbrekende Notre-Dame du Raincy, die enkele jaren voordien was gebouwd. Hij ontwierp een eenbeukige kerk. De symmetrische voorgevel wordt bekroond door een voorgebouwde toren. Het schip is 14 meter hoog, 27 meter breed en 47 meter lang. De toren is 49 meter hoog.
Het doopvont, van 1935, werd vervaardigd in de werkplaatsen van de Abdij van Maredsous. Het orgel is van 1932 en werd vervaardigd door orgelbouwer Pels. De brandglasramen van Simon Steger en Jacques Colpaert zijn gevat in beton en dateren uit het midden van de 20e eeuw.
In 2016-2019 onderging de kerk een grootscheeps renovatie geleid door architectenbureau Arsis, dat onder meer betonrot aanpakte.

## Voetnoten
1. ↑  Schaarbeekse Sint-Suzannakerk heropent met gratis tour na renovatie, BRUZZ, 12 april 2019